# Урунгу
Урунгу (кит. 乌伦古河, Wūlúngǔ hé — название, принятое на территории Китая), Булган-Гол (монг. Булган гол — название, принятое на территории Монголии) — река в Монголии и Китае. В переводе с монгольского «Булган-Гол» обозначает «соболья река». Длина реки — 725 км. Площадь водосборного бассейна — 35440 км².

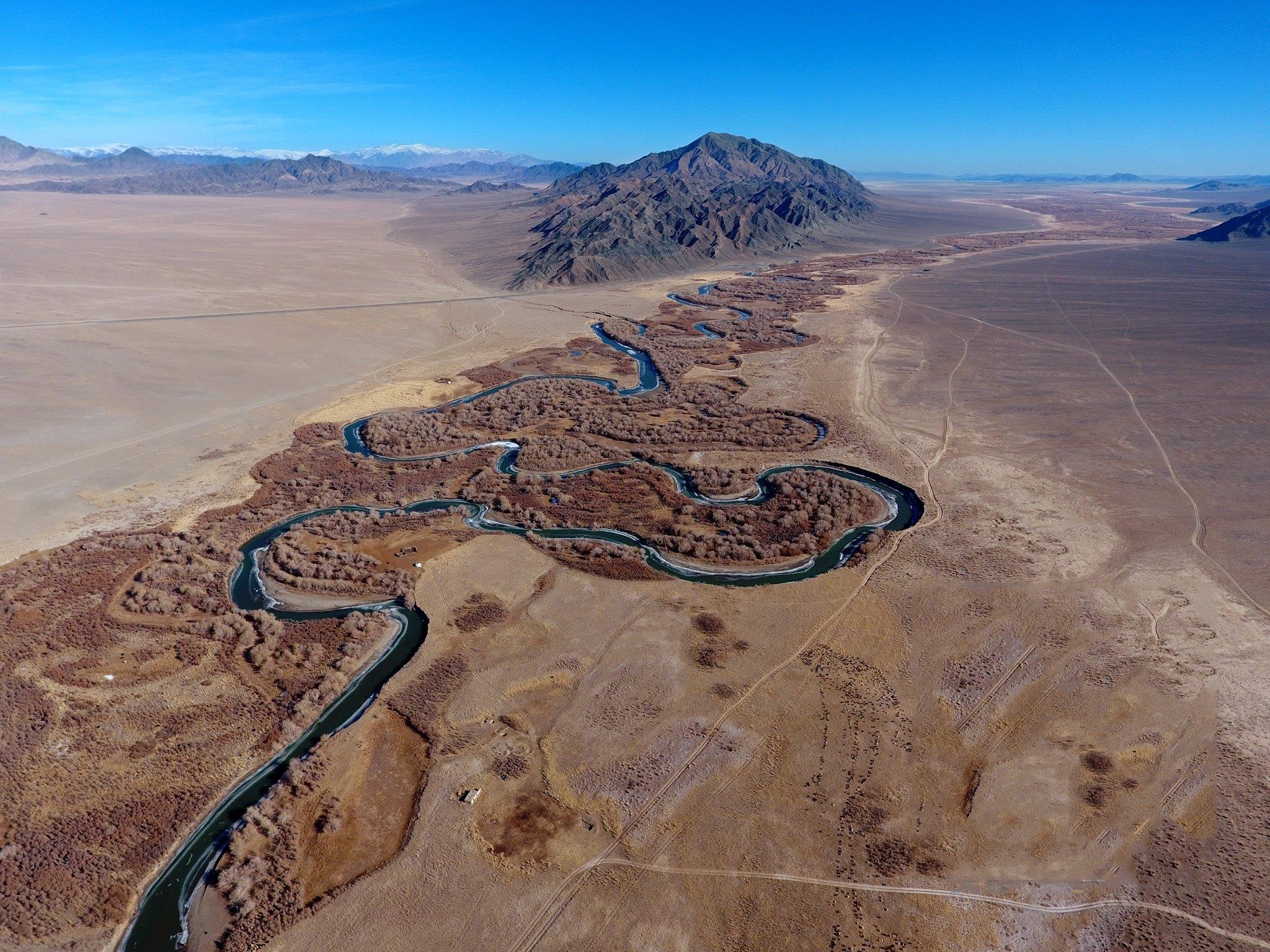
Булган-Гол в Монголии

Берёт своё начало у подножья горы Душин-Уул (Душин-Ула, 3876 м над уровнем моря), собирая воду с восточных склонов центрального хребта Монгольского Алтая. Протекает по Монгольскому Алтаю и его предгорьям на Западе Монголии с востока от хребта в южном направлении, после чего, выйдя на предгорную равнину, направляется на запад. Является одной из крупнейших рек Западной Монголии. Годовой сток реки 1,38 км³. Даёт название сразу двум сомонам в Монголии, расположенным на её берегах: Булган в Баян-Улгий аймаке в среднем течении реки и Булган в Ховд аймаке в нижнем течении реки. Река берёт истоки в аймаке Баян-Улгий, затем протекает через аймак Ховд, после чего покидает территорию Монголии и далее протекает по Синьцзян-Уйгурскому автономному району Китая, где именуется Урунгу.
В начале своего течения течёт по узкой скалистой долине между главным Алтайским хребтом и хребтами Шара-Нуру, Шадегаитын-Нуру. Затем выходит в долину около сомона Булган (окончание Монгольского Алтая), и сворачивает на запад. Перед выходом на Джунгарскую равнину распадается на множество рукавов, образуя внутреннюю дельту (является единственным в Монголии местом естественного обитания бобров, откуда они были расселены в реки Ховд и Тэс). На Джунгарской равнине русло становится сильно извилистым, часто заболоченным. Климат становится засушливым. Урунгу впадает в озеро Бага-Нур, соединённое с озером Улюнгур протокой Куйган. Второе расположено на 2 м ниже и в 1969 году было соединено каналом с протекающим неподалёку Чёрным Иртышом для поддержки высокого уровня воды, в связи с чем ошибочно относится к бассейну Иртыша. Половодье летом, зимой замерзает. Питание ледниково-дождевое. Река используется для орошения.